# Mochitlán
Mochitlán es una localidad mexicana del estado de Guerrero, ubicada en la zona central de la entidad. Es cabecera del municipio de Mochitlán.

## Localización
Mochitlán se encuentra en la región de los valles centrales del estado, a una altitud de 998 metros sobre el nivel del mar y en las coordenadas geográficas 17°28′13″N 99°22′13″O / 17.47028, -99.37028. Se localiza una distancia de 21 kilómetros de la capital del estado Chilpancingo de los Bravo a través de la Carretera Federal 95 (México-Acapulco) en su entronque de la localidad de Petaquillas, de donde parte la carretera estatal que comunica a la población.

## Historia
Se tienen muy pocos datos sobre los primeros habitantes de la localidad, aunque es probable que ésta formara parte de la región de la cultura del Mezcala, por los objetos encontrados consistentes en jade, jadeita, riolita, serpentina, granito, basalto y pedernal, mediante los cuales se plasma la figura del hombre jaguar, una expresión cultural muy vigente en la región Centro y en gran parte del estado. En 1445, durante la segunda campaña del sur, Moctezuma Ilhuicamina logró la conquista de Mochitlán, que pertenecía al reino de Cohuixcatlalpan, territorio que pasó a dormar parte de la provincia tributaria de Tepecoacuilco, estableciendo un referente fronterizo con Cihuatlán y Yopitzingo. 
Posterior a la conquista española, Mochitlán formó parte de la encomienda de Luis de Velasco II. Para 1567, se crea la congregación y se formaliza Mochitlán como pueblo novohispano, esto derivado de la evangelización de la región que llevaron a cabo los frailes agustinos. Tras el inicio de la guerra de Independencia de México, Mochitlán quedó constituido dentro de la provincia de Técpan en 1811. Al término del movimiento armado en 1821, formó parte de la Capitanía General del Sur dentro del estado de México y a su vez integrado en el distrito de Chilapa y al partido de Tixtla.
El 21 de abril de 1901, tuvo lugar en esta localidad la proclama del plan del Zapote en contra del régimen de Porfirio Díaz, uno de los antecedentes más remotos a la revolución mexicana, iniciada en 1910. En 1916, la plaza de Mochitlán que estaba en poder de los zapatistas, fue tomada por fuerzas carrancistas al mando de entonces gobernador Rodolfo Neri Lacunza.

## Demografía

### Población
De acuerdo a los datos del Censo de Población y Vivienda 2010, realizado por el Instituto Nacional de Estadística y Geografía (INEGI) con fecha censal del 12 de junio de 2010, la localidad de Mochitlán contaba hasta ese año con un total de 5269 habitantes, de ellos, 2537 eran hombres y 2732 eran mujeres.